# 异长针虫属
异长针虫属（学名：Amphilithium）是异长针虫科下的一个属。

## 下属物种
本属包括以下物种：
- 棍异长针虫 Amphilithium clavarium Haeckel, 1887
- 凝结异长针虫 Amphilithium concretum (Haeckel, 1887)